# Aprostocetus rufus
Aprostocetus rufus är en stekelart som först beskrevs av Bakkendorf 1953.  Aprostocetus rufus ingår i släktet Aprostocetus och familjen finglanssteklar. Arten är reproducerande i Sverige. Inga underarter finns listade i Catalogue of Life.